# BMW 3200 CS
BMW 3200 CS – sportowy samochód osobowy produkowany pod marką od stycznia 1962 do września 1965 roku. Za projekt odpowiadało studio Bertone, premiera miała miejsce na targach Frankfurt Motor Show w 1961 roku. BMW 3200 CS było ostatnim wcieleniem luksusowej serii pojazdów zapoczątkowanej przez BMW modelem 501 w 1951 roku. Powstały 603 egzemplarze, następcą zostało coupé z rodziny Neue Klasse - 2000 C/CS.

## Geneza i rozwój
W roku 1960 Helmut Werner Bonsch, dyrektor marketingu BMW, zauważył, że zaprojektowane przez studio Pininfarina nadwozie pojazdu Lancia Flaminia coupé można bez większych modernizacji dopasować do podwozia luksusowego sedana BMW 3200L. Zaproponował on wówczas zarządowi BMW zlecenie Pininfarinie montażu samochodu Flaminia coupé z charakterystycznym dla BMW przednim grillem, miał być to następca dla modelu 503, którego produkcję zakończono w roku 1959.
Po naradach odrzucono propozycję Bonscha, w zamian główny inżynier BMW, Fritz Fiedler, otrzymał polecenie zlecenia studiu stylistycznemu Bertone zaprojektowania i w późniejszym czasie montażu nowego coupé opartego na modelu 3200S. Pojazd cechował się ramową konstrukcją podwozia, benzynowym silnikiem V8 OHV o pojemności skokowej 3168 cm³ i mocy maksymalnej 160 KM (118 kW) z dwugardzielowym gaźnikiem, 4-biegową manualną skrzynią biegów przenoszącą napęd dalej na most napędowy i koła tylne, hamulce tarczowe na przedniej osi oraz drążki skrętne przy wszystkich czterech kołach.

## Historia modelu
Premiera 3200 CS miała miejsce w 1961 roku podczas Frankfurt Motor Show, BMW zaprezentowało wówczas także model 1500. Mniejszy pojazd wyznaczał nowy kierunek obrany przez BMW, 3200 CS zaś opierał się na samochodzie zaprezentowanym we Frankfurcie dziesięć lat wcześniej.
BMW 3200 CS produkowano od stycznia 1962 do września 1965 roku. Według różnych źródeł wyprodukowano 603 lub 538 egzemplarzy modelu.
Powstał także jeden egzemplarz 3200 CS w wersji cabrio, trafił on do jednego z głównych akcjonariuszy BMW, Herberta Quandta.

## Dane techniczne
Źródło:

### Silnik
- V8 3,2 l (3168 cm³), 2 zawory na cylinder, OHV
- Układ zasilania: gaźnik Zenith 34PAITA 2-gardzielowy
- Średnica cylindra × skok tłoka: 82 x 75 mm
- Stopień sprężania: 9:1
- Moc maksymalna: 160 KM (118 kW) przy 5800 obr./min
- Maksymalny moment obrotowy: 240 N•m przy 3600-4000 obr./min

### Osiągi
- Przyspieszenie 0-100 km/h: 14 s
- Prędkość maksymalna: 200 km/h
- Średnie zużycie paliwa: 11,7 l / 100 km